# Amagami hime
„Amagami hime” (jap. 甘噛み姫) – czternasty singel japońskiego zespołu NMB48, wydany w Japonii 27 kwietnia 2016 roku przez laugh out loud records.
Singel został wydany w pięciu edycjach: czterech regularnych (Type A, Type B, Type C, Type D) oraz „teatralnej” (CD). Osiągnął 1 pozycję w rankingu Oricon i pozostał na liście przez 20 tygodni. Singel zdobył status platynowej płyty.

## Lista utworów
Wszystkie utwory zostały napisane przez Yasushiego Akimoto.

### Type A
| CD | CD                                                                                    | CD                            | CD                   | CD      |
| Nr | Tytuł utworu                                                                          | Kompozycja                    | Aranżacja            | Długość |
| -- | ------------------------------------------------------------------------------------- | ----------------------------- | -------------------- | ------- |
| 1. | „Amagami hime” (jap. 甘噛み姫)                                                        | Satoshi Watanabe              | Makoto Wakatabe      | 4:12    |
| 2. | „365 nichi no kamihikōki” (jap. 365日の紙飛行機) (wyk. Sayaka Yamamoto) (AKB48 cover) | Toshikazu Kadono, Hiroki Aoba | Hidekazu Sakamoto    | 4:39    |
| 3. | „Hakanai monogatari” (jap. 儚い物語) (wyk. Team N)                                    | Takahiro Tsuji                | Yūichi "Masa" Nonaka | 4:43    |
| 4. | „Amagami hime” (jap. 甘噛み姫) (off vocal ver.)                                       | Satoshi Watanabe              | Makoto Wakatabe      | 4:12    |
| 5. | „365 nichi no kamihikōki” (jap. 365日の紙飛行機) (off vocal ver.)                     | Toshikazu Kadono, Hiroki Aoba | Hidekazu Sakamoto    | 4:39    |
| 6. | „Hakanai monogatari” (jap. 儚い物語) (off vocal ver.)                                 | Takahiro Tsuji                | Yūichi "Masa" Nonaka | 4:43    |

| DVD | DVD                                                                                         | DVD     |
| Nr  | Tytuł utworu                                                                                | Długość |
| --- | ------------------------------------------------------------------------------------------- | ------- |
| 1.  | „Amagami hime” (jap. 甘噛み姫) (Music Video)                                                |         |
| 2.  | „Amagami hime” (jap. 甘噛み姫) (Music Video Dancing Version)                                |         |
| 3.  | „Hakanai monogatari” (jap. 儚い物語) (Music Video)                                          |         |
| 4.  | „Tokuten eizō „NMB48 aki no dai undōkai zenpen”” (jap. 特典映像「NMB48 秋の大運動会 前編」) |         |

### Type B
| CD | CD                                                                                    | CD                            | CD                | CD      |
| Nr | Tytuł utworu                                                                          | Kompozycja                    | Aranżacja         | Długość |
| -- | ------------------------------------------------------------------------------------- | ----------------------------- | ----------------- | ------- |
| 1. | „Amagami hime” (jap. 甘噛み姫)                                                        | Satoshi Watanabe              | Makoto Wakatabe   | 4:12    |
| 2. | „365 nichi no kamihikōki” (jap. 365日の紙飛行機) (wyk. Sayaka Yamamoto) (AKB48 cover) | Toshikazu Kadono, Hiroki Aoba | Hidekazu Sakamoto | 4:39    |
| 3. | „Koi o isoge” (jap. 恋を急げ) (wyk. Team M)                                           | Hiroki Muramasa, Carlos K.    | Carlos K.         | 3:41    |
| 4. | „Amagami hime” (jap. 甘噛み姫) (off vocal ver.)                                       | Satoshi Watanabe              | Makoto Wakatabe   | 4:12    |
| 5. | „365 nichi no kamihikōki” (jap. 365日の紙飛行機) (off vocal ver.)                     | Toshikazu Kadono, Hiroki Aoba | Hidekazu Sakamoto | 4:39    |
| 6. | „Koi o isoge” (jap. 恋を急げ) (off vocal ver.)                                        | Hiroki Muramasa, Carlos K.    | Carlos K.         | 3:41    |

| DVD | DVD                                                                                         | DVD     |
| Nr  | Tytuł utworu                                                                                | Długość |
| --- | ------------------------------------------------------------------------------------------- | ------- |
| 1.  | „Amagami hime” (jap. 甘噛み姫) (Music Video)                                                |         |
| 2.  | „Amagami hime” (jap. 甘噛み姫) (Music Video Dancing Version)                                |         |
| 3.  | „Koi o isoge” (jap. 恋を急げ) (Music Video)                                                 |         |
| 4.  | „Tokuten eizō „NMB48 aki no dai undōkai chūhen”” (jap. 特典映像「NMB48 秋の大運動会 中編」) |         |

### Type C
| CD | CD                                                                                    | CD                            | CD                | CD      |
| Nr | Tytuł utworu                                                                          | Kompozycja                    | Aranżacja         | Długość |
| -- | ------------------------------------------------------------------------------------- | ----------------------------- | ----------------- | ------- |
| 1. | „Amagami hime” (jap. 甘噛み姫)                                                        | Satoshi Watanabe              | Makoto Wakatabe   | 4:12    |
| 2. | „365 nichi no kamihikōki” (jap. 365日の紙飛行機) (wyk. Sayaka Yamamoto) (AKB48 cover) | Toshikazu Kadono, Hiroki Aoba | Hidekazu Sakamoto | 4:39    |
| 3. | „Ferry” (jap. フェリー) (wyk. Team BII)                                               | Daisuke Toyama                | Makoto Wakatabe   | 4:38    |
| 4. | „Amagami hime” (jap. 甘噛み姫) (off vocal ver.)                                       | Satoshi Watanabe              | Makoto Wakatabe   | 4:12    |
| 5. | „365 nichi no kamihikōki” (jap. 365日の紙飛行機) (off vocal ver.)                     | Toshikazu Kadono, Hiroki Aoba | Hidekazu Sakamoto | 4:39    |
| 6. | „Ferry” (jap. フェリー) (off vocal ver.)                                              | Daisuke Toyama                | Makoto Wakatabe   | 4:38    |

| DVD | DVD                                                                                        | DVD     |
| Nr  | Tytuł utworu                                                                               | Długość |
| --- | ------------------------------------------------------------------------------------------ | ------- |
| 1.  | „Amagami hime” (jap. 甘噛み姫) (Music Video)                                               |         |
| 2.  | „Amagami hime” (jap. 甘噛み姫) (Music Video Dancing Version)                               |         |
| 3.  | „Ferry” (jap. フェリー) (Music Video)                                                      |         |
| 4.  | „Tokuten eizō „NMB48 aki no dai undōkai kōhen”” (jap. 特典映像「NMB48 秋の大運動会 後編」) |         |

### Type D
| CD | CD | CD                            | CD                | CD      |
| Nr | Tytuł utworu | Kompozycja                    | Aranżacja         | Długość |
| -- | --- | ----------------------------- | ----------------- | ------- |
| 1. | „Amagami hime” (jap. 甘噛み姫)                                                                                    | Satoshi Watanabe              | Makoto Wakatabe   | 4:12    |
| 2. | „365 nichi no kamihikōki” (jap. 365日の紙飛行機) (wyk. Sayaka Yamamoto) (AKB48 cover)                             | Toshikazu Kadono, Hiroki Aoba | Hidekazu Sakamoto | 4:39    |
| 3. | „Niji no tsukurikata” (jap. 虹の作り方) (wyk. Yūri Ōta, Nagisa Shibuya, Ririka Sutō, Kokoro Naiki, Shū Yabushita) | Takahiro Tsuji                | Takahiro Tsuji    | 4:18    |
| 4. | „Amagami hime” (jap. 甘噛み姫) (off vocal ver.)                                                                   | Satoshi Watanabe              | Makoto Wakatabe   | 4:12    |
| 5. | „365 nichi no kamihikōki” (jap. 365日の紙飛行機) (off vocal ver.)                                                 | Toshikazu Kadono, Hiroki Aoba | Hidekazu Sakamoto | 4:39    |
| 6. | „Niji no tsukurikata” (jap. 虹の作り方) (off vocal ver.)                                                          | Takahiro Tsuji                | Takahiro Tsuji    | 4:18    |

| DVD | DVD | DVD     |
| Nr  | Tytuł utworu                                                                                              | Długość |
| --- | --- | ------- |
| 1.  | „Amagami hime” (jap. 甘噛み姫) (Music Video)                                                              |         |
| 2.  | „Amagami hime” (jap. 甘噛み姫) (Music Video Dancing Version)                                              |         |
| 3.  | „Niji no tsukurikata” (jap. 虹の作り方) (Music Video)                                                     |         |
| 4.  | „Tokuten eizō „NMB48 feat. Yoshimoto shinkigeki Vol. 14”” (jap. 特典映像「NMB48 feat.吉本新喜劇 Vol.14」) |         |

### Wer. teatralna
| CD | CD                                                                                    | CD                            | CD                   | CD      |
| Nr | Tytuł utworu                                                                          | Kompozycja                    | Aranżacja            | Długość |
| -- | ------------------------------------------------------------------------------------- | ----------------------------- | -------------------- | ------- |
| 1. | „Amagami hime” (jap. 甘噛み姫)                                                        | Satoshi Watanabe              | Makoto Wakatabe      | 4:12    |
| 2. | „365 nichi no kamihikōki” (jap. 365日の紙飛行機) (wyk. Sayaka Yamamoto) (AKB48 cover) | Toshikazu Kadono, Hiroki Aoba | Hidekazu Sakamoto    | 4:39    |
| 3. | „Dotonbori yo, nakasetekure!” (jap. 道頓堀よ、泣かせてくれ!)                          | Akira Sunset                  | Yūichi "Masa" Nonaka | 4:47    |
| 4. | „Amagami hime” (jap. 甘噛み姫) (off vocal ver.)                                       | Satoshi Watanabe              | Makoto Wakatabe      | 4:12    |
| 5. | „365 nichi no kamihikōki” (jap. 365日の紙飛行機) (off vocal ver.)                     | Toshikazu Kadono, Hiroki Aoba | Hidekazu Sakamoto    | 4:39    |
| 6. | „Dotonbori yo, nakasetekure!” (jap. 道頓堀よ、泣かせてくれ!) (off vocal ver.)         | Akira Sunset                  | Yūichi "Masa" Nonaka | 4:47    |

## Skład zespołu
| „Amagami hime” |
| --- |
| - NMB48 Team N: Yūri Ōta, Yūka Katō, Kei Jōnishi, Ririka Sutō, Akari Yoshida - NMB48 Team N / AKB48 Team K: Sayaka Yamamoto (środek) - NMB48 Team M: Ayaka Okita, Airi Tanigawa, Reina Fujie, Sae Murase, Fūko Yagura - NMB48 Team M / AKB48 Team A: Miru Shiroma - NMB48 Team BII: Miori Ichikawa, Konomi Kusaka, Shū Yabushita - NMB48 Team BII / AKB48 Team B: Miyuki Watanabe - NMB48 Team BII / AKB48 Team 4: Nagisa Shibuya |

| „Hakanai monogatari” |
| --- |
| - NMB48 Team N: Natsuko Akashi, Yūmi Ishida, Yūri Ōta (środek), Yūka Katō, Rika Kishino, Narumi Koga, Eriko Jō, Kei Jōnishi, Ririka Sutō (środek), Rurina Nishizawa, Rina Yamao, Yūki Yamaguchi, Akari Yoshida - NMB48 Team N / AKB48 Team K: Sayaka Yamamoto - NMB48 Kenkyūsei: Nanami Nishinaka, Yuzuha Hongō |

| „Koi o isoge” |
| --- |
| - NMB48 Team M: Yuki Azuma, Akari Ishizuka, Azusa Uemura, Mizuki Uno, Ayaka Okita, Rena Kawakami, Momoka Kinoshita, Rina Kushiro, Sara Takei, Airi Tanigawa, Reina Nakano, Reina Fujie, Megumi Matsumura, Mao Mita, Sae Murase, Ayaka Morita, Fūko Yagura (środek) - NMB48 Team M / AKB48 Team A: Miru Shiroma (środek) - NMB48 Kenkyūsei: Yui Shibata, Shion Hori |

| „Ferry” |
| --- |
| - NMB48 Team BII: Anna Ijiri, Kanae Iso, Miori Ichikawa, Mirei Ueda, Mai Odan, Emika Kamieda, Chihiro Kawakami, Haruna Kinoshita, Konomi Kusaka, Kokoro Naiki, Momoka Hayashi, Chiho Matsuoka, Shū Yabushita (środek) - NMB48 Team BII / AKB48 Team B: Miyuki Watanabe - NMB48 Team BII / AKB48 Team 4: Nagisa Shibuya (środek) - NMB48 Kenkyūsei: Erina Andō, Yuki Muranaka, Momone Yasuda |

| „Niji no tsukurikata” |
| --- |
| - NMB48 Team N: Yūri Ōta (środek), Ririka Sutō - NMB48 Team BII: Kokoro Naiki, Shū Yabushita - NMB48 Team BII / AKB48 Team 4: Nagisa Shibuya |

| „Dotonbori yo, nakasetekure!” |
| --- |
| - NMB48 Team N: Yūri Ōta, Ririka Sutō - NMB48 Team N / KB48 Team K: Sayaka Yamamoto (środek) - NMB48 Team M: Fūko Yagura - NMB48 Team M / AKB48 Team A: Miru Shiroma - NMB48 Team BII: Shū Yabushita - NMB48 Team BII / AKB48 Team B: Miyuki Watanabe - NMB48 Team BII / AKB48 Team 4: Nagisa Shibuya |

## Notowania
| Lista                             | Pozycja |
| --------------------------------- | ------- |
| Oricon Weekly Singles Chart       | 1       |
| Oricon Yearly Singles Chart       | 22      |
| Billboard Japan Hot 100           | 1       |
| Billboard Japan Top Singles Sales | 1       |

## Sprzedaż
| Dane wg         | Sprzedaż |
| --------------- | -------- |
| Oricon          | 296 753  |
| Billboard Japan | 341 556+ |